# الاحتلال الإندونيسي لتيمور الشرقية
بدأ الاحتلال الاندونيسي لتيمور الشرقية في ديسمبر عام 1975 واستمر حتى أكتوبر عام 1999. بعد قرون من الحكم الاستعماري البرتغالي في تيمور الشرقية، أدت ثورة القرنفل عام 1974 في البرتغال إلى إنهاء استعمار مستعمراتها السابقة، ما أدى إلى زعزعة الاستقرار في تيمور الشرقية وجعلها تواجه مصيرها مجهولًا. بعد حرب أهلية صغيرة الحجم، أعلن حزب فريتيلين (الجبهة الثورية لتيمور الشرقية المستقلة) انتصاره في العاصمة ديلي وأعلن أيضًا استقلال تيمور الشرقية في 28 نوفمبر عام 1975.
غزت القوات العسكرية الإندونيسية تيمور الشرقية في 7 ديسمبر عام 1975 مدعين أن قادة تيمور الشرقية طلبوا مساعدتهم، وبحلول عام 1979، احتلوا كل شيء بل ودمروا المقاومة المسلحة للاحتلال أيضًا. عقب «الجمعية الشعبية» المثيرة للجدل التي قال الكثيرون أنها ليست إجراءً حقيقيًا لحق تقرير المصير، أعلنت إندونيسيا أن الإقليم مقاطعة إندونيسية (تيمور الشرقية).
بعد الغزو مباشرة، أصدرت الجمعية العامة للأمم المتحدة ومجلس الأمن التابع للأمم المتحدة قرارات تدين أفعال إندونيسيا في تيمور الشرقية وتدعوها إلى الانسحاب الفوري من الإقليم. كانت أستراليا وإندونيسيا الدولتان الوحيدتان في العالم اللتان اعترفتا بتيمور الشرقية مقاطعة إندونيسية، وسرعان ما بدأتا مفاوضات لتقسيم الموارد الموجودة في فجوة تيمور. أيدت حكومات أخرى بما فيها الولايات المتحدة واليابان وكندا وماليزيا الحكومة الإندونيسية. غير أن غزو تيمور الشرقية وقمع حركة استقلالها ألحق ضررًا كبيرًا بسمعة إندونيسيا ومصداقيتها الدولية.
على مدى أربعة وعشرين عامًا، أخضعت الحكومة الإندونيسية شعب تيمور الشرقية للتعذيب الروتيني والمنهجي، والاستعباد الجنسي، والقتل خارج نطاق القضاء، والمذابح، والتجويع المتعمد. أثارت مذبحة سانتا كروز عام 1991 الغضب في جميع أنحاء العالم، ووردت تقارير عديدة عن عمليات قتل مماثلة. ظلت المقاومة ضد الحكم الإندونيسي قوية، وفي عام 1996، مُنحت جائزة نوبل للسلام لرجلين من تيمور الشرقية، هما كارلوس فيليب اكسيمنس بيلو وجوزيه راموس هورتا، على جهودهما المستمرة لإنهاء الاحتلال سلميًا. أسفر تصويت في عام 1999 لتحديد مستقبل تيمور الشرقية عن أغلبية ساحقة مؤيدة للاستقلال، وفي عام 2002 أصبحت تيمور الشرقية دولة مستقلة. قدرت لجنة الاستقبال والحقيقة والمصالحة في تيمور الشرقية عدد القتلى أثناء الاحتلال بسبب المجاعة والعنف بنحو 90,800 إلى 202,600، بما فيها 17,600 إلى 19,600 حالة وفاة ناجمة عن العنف أو الاختفاء، من أصل 823,386 نسمة تقريبًا في عام 1999. حملت لجنة الحقيقة القوات الإندونيسية المسؤولية عن نحو 70% من جرائم القتل العنيف.
بعد التصويت من أجل الاستقلال في عام 1999، نفذت الجماعات شبه العسكرية العاملة مع الجيش الإندونيسي موجة أخيرة من العنف دمرت خلالها معظم البنية الأساسية في الدولة. استعادت القوة الدولية لتيمور الشرقية النظام بقيادة أستراليا، وعقب خروج القوات الإندونيسية من تيمور الشرقية، تولت إدارة الأمم المتحدة الانتقالية في تيمور الشرقية إدارة الإقليم لمدة سنتين، وأسست وحدة الجرائم الخطيرة لتحقيق في الجرائم المرتكبة في عام 1999 ومحاكمة مرتكبيها. لكن نطاقها المحدود وقلة عدد الأحكام الصادرة عن المحاكم الإندونيسية دفع العديد من المراقبين إلى المطالبة بإنشاء محكمة دولية لتيمور الشرقية.
عقدت جامعة أكسفورد إجماعًا أكاديميًا دعى الاحتلال الإندونيسي لتيمور الشرقية بالإبادة الجماعية، في حين تُدرسها جامعة ييل كجزء من برنامج دراسات الإبادة الجماعية.

## نبذة تاريخية
وصل البرتغاليون إلى تيمور أول مرة في القرن السادس عشر، وفي عام 1702 خضعت تيمور الشرقية لإدارة الاستعمار البرتغالي. كان الحكم البرتغالي هشًا إلى أن تقاسمت البرتغال الجزيرة مع الإمبراطورية الهولندية في عام 1860. احتل 20,000 جندي ياباني تيمور الشرقية، وكانت ساحة قتال بارزة خلال حرب المحيط الهادئ. ساعد القتال في منع الاحتلال الياباني لأستراليا، لكنه أسفر عن مقتل 60,000 من مواطني تيمور الشرقية.
عندما حصلت إندونيسيا على استقلالها (الثورة الوطنية الإندونيسية) بعد الحرب العالمية الثانية بقيادة أحمد سوكارنو، لم تطالب بالسيطرة على تيمور الشرقية، وبصرف النظر عن الخطاب العام المناهض للاستعمار لم تعارض سيطرة البرتغال على الإقليم. لم تؤيد الحكومة الإندونيسية ثورة عام 1959 في تيمور الشرقية ضد البرتغال. أشارت وثيقة الأمم المتحدة لعام 1962 إلى: «إعلان الحكومة الإندونيسية عن محافظتها على علاقات ودية مع البرتغال وليس لها أي حق بالمطالبة بتيمور البرتغالية...». استمرت هذه التأكيدات إلى ما بعد تولي سوهارتو للسلطة في عام 1965. صرح مسؤول إندونيسي في ديسمبر عام 1974: «ليس لدى إندونيسيا أي أطماع إقليمية... بالتالي فإن مسألة رغبة إندونيسيا في ضم تيمور البرتغالية أمر مستبعد».
في عام 1974، تسببت ثورة القرنفل في إحداث تغييرات كبيرة في علاقة البرتغال بمستعمرتها في تيمور. عزز انتقال السلطة في أوروبا من حركات الاستقلال في مستعمرات مثل موزمبيق وأنجولا، وبدأت الحكومة البرتغالية الجديدة عملية إنهاء الاستعمار في تيمور الشرقية. كانت أول إجراءاتها افتتاح العملية السياسية.

### فريتيلين، ويوديتي، وأبوديتي
شُرعت الأحزاب السياسية في تيمور الشرقية لأول مرة في أبريل عام 1974، وبرزت ثلاث مجموعات باعتبارها جهات فاعلة رئيسية في المشهد ما بعد الاستعمار. أسست مجموعة من ملاك الأراضي الأثرياء حزب الاتحاد الديمقراطي التيموري (أو يوديتي) في مايو. كرس حزب الاتحاد الديمقراطي التيموري جهوده في البداية للحفاظ على تيمور الشرقية كمحمية تابعة للبرتغال، لكنه أعلن في شهر سبتمبر عن دعمه للاستقلال. بعد أسبوع ظهر حزب الجبهة الثورية لتيمور الشرقية المستقلة (أو فريتيلين). نُظم حزب فريتيلين في البداية باسم الرابطة الديمقراطية الاجتماعية التيمورية (إيه أس دي تي)، وأيد «المذاهب الاشتراكية العالمية» و«الحق في الاستقلال». نتيجة لتزايد التوتر في العملية السياسية، غير حزب فريتيلين اسمه وأعلن نفسه «الممثل الشرعي الوحيد للشعب». شهدت نهاية شهر مايو تأسيس حزب ثالث، حزب الرابطة الديمقراطية الشعبية التيمورية (أو أبوديتي). أيد الحزب دمج تيمور الشرقية في إندونيسيا، وكان اسمه في الأصل «رابطة إدماج تيمور الشرقية في إندونيسيا»، وأعرب عن قلقه هذا بأن تيمور الشرقية المستقلة ستكون عرضة للخطر وضعيفة اقتصاديًا.
رأى المتشددون القوميون والعسكريون الإندونيسيون، لا سيما قادة وكالة الاستخبارات، كوبكامتب، ووحدة العمليات الخاصة، أوبوس، أن الانقلاب البرتغالي يعد فرصة لإدماج تيمور الشرقية في إندونيسيا. خشيت الحكومة المركزية والجيش من استخدام القوى غير الصديقة في إندونيسيا لتيمور الشرقية التي يحكمها اليساريون كقاعدة للتوغلات، وخشيت أيضًا من أن تبعث تيمور الشرقية المستقلة ضمن الأرخبيل مشاعر انفصالية داخل المقاطعات الإندونيسية. تلاعب الخوف من التفكك الوطني بالقادة العسكريين القريبين من سوهارتو، وظل أحد أقوى المبررات التي ساقتها إندونيسيا لرفض إمكانية استقلال تيمور الشرقية أو حتى حصولها على حكم ذاتي حتى أواخر التسعينيات من القرن العشرين. سعت منظمات الاستخبارات العسكرية في البداية إلى وضع إستراتيجية ضم غير عسكرية، وعزمت على استخدام حزب أبوديتي كوسيلة للاندماج.
في يناير 1975، أنشأ حزب الاتحاد الديمقراطي التيموري وحزب الجبهة الثورية لتيمور الشرقية المستقلة (فريتيلين) تحالفًا مؤقتًا هدفه تحقيق استقلال تيمور الشرقية. في الوقت نفسه، أفادت تقاريرُ الحكومة الأسترالية أن الجيش الإندونيسي أجرى تدريبات «ما قبل الغزو» في لامبونغ. كانت قيادة العمليات الإندونيسية، كوباسوس، تدعم حزب الرابطة الديمقراطية الشعبية التيمورية (أو أبوديتي) سرًا طيلة أشهر من خلال العملية كومودو (التي سميت على اسم السحلية). من خلال اتهام زعماء الجبهة الثورية بالشيوعية، وزرع بذور الخلاف في تحالف حزب الاتحاد الديمقراطي التيموري، عززت الحكومة الإندونيسية عدم الاستقرار في تيمور الشرقية، وقال المراقبون، إنها خلقت ذريعة للغزو. تسببت التوترات بين المجموعتين بحلول شهر مايو بانسحاب حزب يوديتي من التحالف.
في محاولة للتفاوض على تسوية لحل النزاع حول مستقبل تيمور الشرقية، عقدت اللجنة البرتغالية لإنهاء الاستعمار مؤتمرًا في يونيو 1975 في ماكاو. قاطع حزب فريتيلين الاجتماع احتجاجًا على وجود أبوديتي؛ اعتبر ممثلو أوديتي وأبوديتي أن في ذلك محاولة لعرقلة عملية إنهاء الاستعمار. يتذكر زعيم الجبهة الثورية جوزيه راموس هورتا في مذكراته التي نشرها عام 1987 تحت عنوان فونو: ملحمة تيمور الشرقية غير المكتملة «احتجاجه الشديد» على رفض حزبه حضور الاجتماع. وكتب: «كان هذا أحد أخطائنا السياسية التكتيكية التي لم أجد تفسيرًا حكيمًا لها».

### الانقلاب والحرب الأهلية وإعلان الاستقلال
بلغ التوتر ذروته في منتصف عام 1975 عندما بدأت الشائعات تنتشر باحتمال استيلاء السلطة من كلا حزبي الاستقلال. في أغسطس 1975، نظم حزب الاتحاد الديمقراطي التيموري انقلابًا في العاصمة ديلي، واندلعت حرب أهلية ضيقة النطاق. يصف راموس هورتا القتال بأنه «دموي» وأعطى معلومات مفصلة عن أعمال العنف التي ارتكبها كل من يوديتي وفريتيلين. استشهد باللجنة الدولية للصليب الأحمر التي أحصت ما بين 2,000 و3,000 قتيل بعد الحرب. أجبر القتال الحكومة البرتغالية على التمركز في جزيرة أتورو القريبة. هزمت جبهة فريتيلين قوات يوديتي بعد أسبوعين، مما أثار دهشة البرتغال وإندونيسيا. فر زعماء يوديتي إلى تيمور الغربية الخاضعة للسيطرة الإندونيسية. ووقّعوا هناك في 7 سبتمبر على عريضة تدعو إلى دمج تيمور الشرقية في إندونيسيا؛ تشير معظم التقارير إلى أن إندونيسيا فرضت دعم يوديتي لهذا الوضع.
واجه حزب فريتيلين بمجرد سيطرته على تيمور الشرقية، هجمات من الغرب من قِبل القوات العسكرية الإندونيسية - التي كانت تُعرف آنذاك باسم القوات العسكرية لجمهورية إندونيسيا- ومن قِبل مجموعة صغيرة من قوات يوديتي. استولت إندونيسيا على مدينة باتوغادي الحدودية في 8 أكتوبر 1975؛ استولت على باليبو وماليانا المجاورتان بعد ثمانية أيام. أثناء غارة باليبو، قُتل أعضاء طاقم إخباري تابع للتلفزيون الأسترالي - أُطلق عليهم لاحقًا اسم «باليبو فايف» - على يد جنود إندونيسيين. يقول مسؤولون عسكريون إندونيسيون إن الوفيات كانت عرضية، ويقول شهود عيان من تيمور الشرقية إن الصحفيين قُتلوا عمدًا. جذبت الوفيات والحملات والتحقيقات اللاحقة الاهتمام الدولي وحشدت الدعم لاستقلال تيمور الشرقية.
في بداية نوفمبر، التقى وزيرا خارجية إندونيسيا والبرتغال في روما لمناقشة حلول تحسم النزاع. وعلى الرغم من عدم دعوة أي قادة تيموريين إلى المحادثات، فقد بعث حزب فريتيلين برسالة عبّر فيها عن رغبته بالتعاون مع البرتغال. انتهى الاجتماع باتفاق الطرفين على لقاء البرتغال بالقادة السياسيين في تيمور الشرقية، لكن المحادثات لم تجر قط. في منتصف نوفمبر، بدأت القوات الإندونيسية في قصف مدينة أتاباي من البحر واستولت عليها بحلول نهاية الشهر.
اعتقد قادة فريتيلين، الذين شعروا بالإحباط بسبب تقاعس البرتغال، أن بإمكانهم درء التقدم الإندونيسي بشكل أكثر فاعلية إذا ما أعلنوا استقلال تيمور الشرقية. أجرى مرعي الكثيري، المفوض السياسي الوطني، جولة دبلوماسية في إفريقيا، وحشد الدعم من الحكومات هناك ومن أماكن أخرى.
وفقًا لحزب فريتيلين، أسفر هذا الجهد عن ضمانات من 25 دولة - بما في ذلك جمهورية الصين الشعبية، والاتحاد السوفيتي، والموزمبيق، والسويد، وكوبا - للاعتراف بالأمة الجديدة. تشترك كوبا اليوم في علاقات وثيقة مع تيمور الشرقية. في 28 نوفمبر 1975، أعلنت جبهة فريتيلين بمفردها استقلال جمهورية تيمور الشرقية الديمقراطية. أعلنت إندونيسيا أن قادة يوديتي وأبوديتي في باليبو وحولها سيستجيبون في اليوم التالي بإعلان استقلال تلك المنطقة عن تيمور الشرقية وأنها جزء رسمي من إندونيسيا. مع ذلك، صاغت المخابرات الإندونيسية إعلان باليبو هذا، الذي وُقع عليه في بالي. وُصف لاحقًا باسم «إعلان باليبونغ»، وهو تلاعب لفظي بالكلمة الإندونيسية التي تعني «كذب». رفضت البرتغال كلا الإعلانين، ووافقت الحكومة الإندونيسية على العمل العسكري لبدء ضمها إلى تيمور الشرقية.

### الغزو
في 7 ديسمبر 1975، غزت القوات الإندونيسية تيمور الشرقية. كانت عملية سيروجا (عملية لوتس) أكبر عملية عسكرية نفذتها تلك الدولة على الإطلاق. اشتبكت قوات فالينتيل، الجناح العسكري لحزب فريتيلين، مع القوات العسكرية الإندونيسية في شوارع ديلي وأُبلغ عن مقتل 400 مظلي إندونيسي أثناء نزولهم إلى المدينة. ذكرت دورية أنكاسا مقتل 35 جنديًا إندونيسيًا و122 جنديًا من جانب حزب فريتيلين. بحلول نهاية العام، احتُلت ديلي من قِبل 10,000 جندي، وانتشر 20,000 آخرين في جميع أنحاء تيمور الشرقية. فرت قوات فالينتيل إلى الجبال للتفوق عليها عدديًا واستمرت بعمليات حرب العصابات القتالية.

### الفظائع الاندونيسية
منذ بداية الغزو وما بعد، تورطت قوات الجيش الإندونيسي في مذبحة جماعية طالت المدنيين التيموريين. في بداية الاحتلال، بثت إذاعة فريتيلين التالي: «ترتكب القوات الإندونيسية عمليات القتل بلا تمييز. تتعرض النساء والأطفال في الشوارع للطلقات النارية. سنُقتل جميعنا... إنه نداء للمساعدة الدولية. نرجو منكم فعل أي شيء لوقف هذا الغزو». تحدث أحد اللاجئين التيموريين في وقت لاحق عن «اغتصابٍ [و] اغتيالاتٍ أُجريت بدم بارد وطالت نساءً وأطفالًا وأصحاب متاجر صينيين».  لاحقًا، قال أسقف ديلي آنذاك، مارتينو دا كوستا لوبيز: «بدأ الجنود فور وصولهم بقتل كل من عثروا عليه. كان هناك العديد من الجثث في الشوارع - كل ما كنا نراه، استمرار الجنود بالقتل». في إحدى الحوادث، اصطفت مجموعة من خمسين رجلًا وامرأة وطفل – بمن فيهم الصحفي المستقل روجر إيست - على منحدر خارج ديلي وأُطلق عليهم النار، وسقطت أجسادهم في البحر. وقعت العديد من هذه المجازر في ديلي، حيث أُمر المتفرجون بالمراقبة والعد بصوت عالٍ عند إعدام كل شخص. تشير التقديرات إلى ذبح ما لا يقل عن 2,000 تيموري في أول يومين من الغزو في ديلي وحدها. استُهدف المهاجرون الصينيون أيضًا بالإعدام إلى جانب أنصار حزب فريتيلين؛ قُتل 500 شخص في اليوم الأول وحده.